# Gunst
Unter Gunst versteht man das Wohlwollen, eine freundliche, gnädige Gesinnung einem anderen Menschen gegenüber. Ein Gunsterweis ist ein deutliches Anzeichen dafür, dass man für einen anderen Menschen nur etwas Gutes will. Zum Teil wird das Wort Gunst oder Begünstigung auch im Sinne von Bevorzugung gebraucht.
Etymologisch ist das Wort Verbalsubstantiv zu gönnen – althochdeutsch: g(i)unnan – wie Kunst zu können, Schwulst zu schwellen, Durst zu dörren.
Abgeleitet von „Gunst“ sind Formen wie „zu Gunsten“ (bzw. „zu Ungunsten“) und „Günstling“ (d. h.: jemand, der mit Gunstzuweisungen bevorzugt wird).
Gegenbegriffe sind Missgunst und Neid.